# Abacaria fijiana
Abacaria fijiana là một loài Trichoptera trong họ Hydropsychidae. Chúng phân bố ở miền Australasia.